# 붙여끊기
붙여끊기는 상대방의 돌에 붙인 다음 상대가 젖히면 끊는 수법이다. 변화를 구하거나 모양의 확장에 유력한 행마법이다.